# Mike Costin
Mike Charles Costin (Hendon, 10 luglio 1929) è un ingegnere, imprenditore ed ex pilota automobilistico britannico
fondatore, insieme a Keith Duckworth della Cosworth, azienda produttrice di motori da competizione.

## Biografia

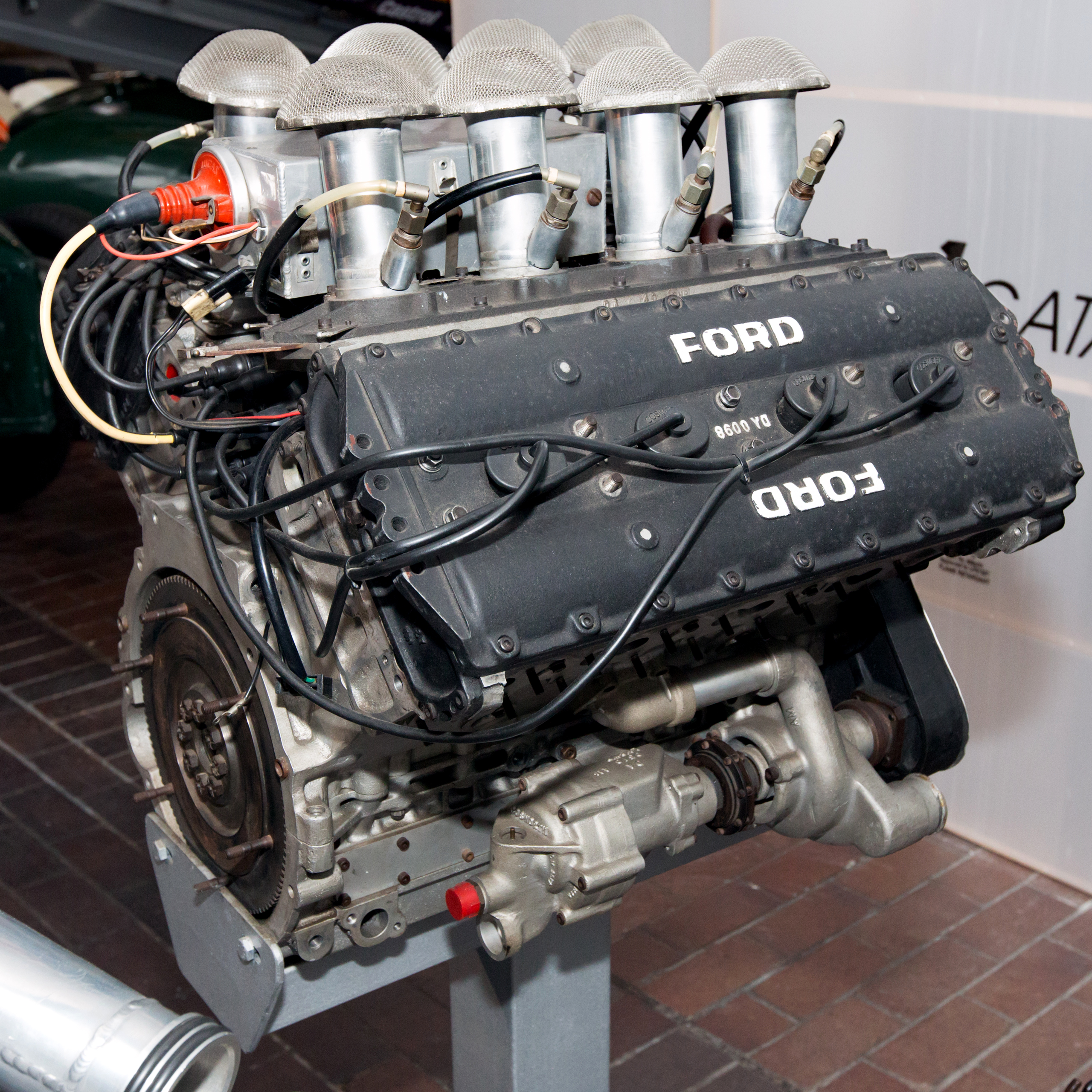
Cosworth DFV

Fratello minore del progettista Frank Costin (che era ingegnere aerodinamico per Lotus, Lister e Maserati, e cofondatore della Marcos Cars), studiò al Salvatorian College di Wealdstone e per poi diventare apprendista alla De Havilland Engine Company. Nel 1953 iniziò a lavorare alla Lotus. Nel 1954 corse con una Lola Mk4 al Tourist Trophy automobilistico. Nel 1956 diventa direttore tecnico della Lotus.
Nel 1957 conobbe Keith Duckworth che da poco era stato assunto in Lotus. L'anno seguente i due decisero di mettersi in proprio e fondarono la Cosworth Engineering. Insieme a Duckworth, progetto il Cosworth DFV, uno dei motori più longevi della Formula 1. Nel 1967 corse con una Porsche 906 alla 6 ore di Brands Hitch, giungendo ottavo.
In seguito lasciò l'azienda e divenne consulente della azienda motociclistica Triumph.